# Persone di cognome Bossi
| Questa pagina contiene informazioni ricavate automaticamente dalle voci biografiche con l'ausilio del template Bio e di un bot. L'aggiornamento è periodico e automatico e ricostruisce completamente la pagina. Se manca una persona in questa lista, sei pregato di non aggiungerla, ma accertati piuttosto che la sua voce biografica contenga il template Bio e che i dati anagrafici siano correttamente compilati. Se il template Bio manca, inseriscilo tu stesso o, in alternativa, metti l'avviso {{tmp\|Bio}} che ne segnala la mancanza. Se i dati riportati sono sbagliati, correggi direttamente la voce biografica; le modifiche saranno visibili in questa lista entro pochi giorni. Per chiarimenti vedi il progetto biografie. La lista contiene solo le 44 persone che sono citate nell'enciclopedia e per le quali è stato implementato correttamente il template Bio. Pagina aggiornata al 3 nov 2022. |

Questa è una lista di persone presenti nell'enciclopedia che hanno il cognome Bossi, suddivise per attività principale.

## Architetti(1)
- Giovanni Battista Bossi, architetto italiano (Novara, n.1864 - Milano, † 1924)

## Calciatori(8)
- Gian Carlo Bossi, ex calciatore italiano (Busto Arsizio, n.1918)
- Giuseppe Bossi, calciatore svizzero (n.1911)
- Henri Bossi, ex calciatore lussemburghese (n.1959)
- Marcel Bossi, ex calciatore lussemburghese (n.1960)
- Mario Bossi, calciatore italiano (Roma, n.1909 - Roma, † 2003)
- Mario Bossi, calciatore italiano (Lodi, n.1901)
- Ottorino Bossi, calciatore italiano (Sant'Angelo Lodigiano, n.1926 - Vigevano, † 1986)
- Paul Bossi, calciatore lussemburghese (Niederkorn, n.1991)

## Cestisti(1)
- Stefano Bossi, cestista italiano (Trieste, n.1994)

## Compositori(2)
- Marco Enrico Bossi, compositore e organista italiano (Salò, n.1861 - Oceano Atlantico, † 1925)
- Renzo Rinaldo Bossi, compositore e docente italiano (Como, n.1883 - Milano, † 1965)

## Filologi(1)
- Francesco Bossi, filologo e grecista italiano (Udine, n.1949 - Bologna, † 2014)

## Ginecologi(1)
- Luigi Maria Bossi, ginecologo e politico italiano (Malnate, n.1859 - Milano, † 1919)

## Giornalisti(1)
- Emilio Bossi, giornalista, avvocato e politico svizzero (Bruzella, n.1870 - Lugano, † 1920)

## Giuristi(1)
- Egidio Bossi, giurista italiano (Milano, n.1488 - † 1546)

## Militari(2)
- Luigi Bossi, militare e patriota italiano (Binasco, n.1823 - Francia, † 1870)
- Maurilio Bossi, militare italiano (Saronno, n.1897 - Nervesa della Battaglia, † 1918)

## Nobili(1)
- Giovanni Galeazzo Bossi, nobile e politico italiano (Milano, n.1619 - Milano, † 1684)

## Pallavolisti(1)
- Elia Bossi, pallavolista italiano (Trieste, n.1994)

## Patrioti(1)
- Benigno Bossi, patriota italiano (Como, n.1788 - Ginevra, † 1870)

## Pittori(4)
- Benigno Bossi, pittore italiano (Arcisate, n.1727 - Parma, † 1792)
- Erma Bossi, pittrice italiana (Pola, n.1875 - Cesano Boscone, † 1952)
- Domenico Bossi, pittore e miniaturista italiano (Trieste, n.1767 - Monaco di Baviera, † 1853)
- Giuseppe Bossi, pittore, scrittore e collezionista d'arte italiano (Busto Arsizio, n.1777 - Milano, † 1815)

## Poeti(2)
- Carlo Bossi, poeta e politico italiano (Torino, n.1758 - Parigi, † 1823)
- Gian Alberto Bossi, poeta, letterato e umanista italiano (Busto Arsizio - Busto Arsizio)

## Politici(5)
- Milly Moratti, politica italiana (Milano, n.1946)
- Renzo Bossi, ex politico italiano (Varese, n.1988)
- Simone Bossi, politico italiano (Codogno, n.1976)
- Teodoro Bossi, politico italiano (Milano - Monza, † 1449)
- Umberto Bossi, politico italiano (Cassano Magnago, n.1941)

## Pugili(1)
- Carmelo Bossi, pugile italiano (Milano, n.1939 - Milano, † 2014)

## Scrittori(2)
- Donato Bossi, scrittore italiano (Milano, n.1436 - † 1502)
- Elda Bossi, scrittrice, poetessa e traduttrice italiana (Firenze, n.1901 - Firenze, † 1996)

## Scultori(2)
- Aurelio Bossi, scultore italiano (Monticelli Pavese, n.1884 - Bergamo, † 1948)
- Villi Bossi, scultore italiano (Muggia, n.1939)

## Stuccatori(4)
- Agostino Bossi, stuccatore italiano (Porto Ceresio, n.1740 - Dettelbach, † 1799)
- Antonio Giuseppe Bossi, stuccatore italiano (Porto Ceresio, n.1699 - Würzburg, † 1764)
- Lodovico Bossi, stuccatore italiano (Porto Ceresio)
- Materno Bossi, stuccatore italiano (Porto Ceresio, n.1737 - Würzburg, † 1802)

## Umanisti(1)
- Girolamo Bossi, umanista italiano (Pavia, n.1588 - Pavia, † 1646)

## Vescovi cattolici(2)
- Carlo Bossi, vescovo cattolico italiano (Milano, n.1669 - Vigevano, † 1753)
- Francesco Bossi, vescovo cattolico italiano (Milano - Novara, † 1584)